# Лун-Лейк (Вашингтон)
Лун-Лейк (англ. Loon Lake) — переписна місцевість (CDP) в США, в окрузі Стівенс штату Вашингтон. Населення — 898 осіб (2020).

## Географія
Лун-Лейк розташований за координатами 48°4′7″ пн. ш. 117°37′47″ зх. д. / 48.06861° пн. ш. 117.62972° зх. д. (48.068485, -117.629781).  За даними Бюро перепису населення США в 2010 році переписна місцевість мала площу 8,44 км², уся площа — суходіл.

## Демографія
Згідно з переписом 2010 року, у переписній місцевості мешкали 783 особи в 333 домогосподарствах у складі 238 родин. Густота населення становила 93 особи/км².  Було 512 помешкання (61/км²).
Расовий склад населення:
| - 94,0 % — білих - 2,2 % — корінних американців - 0,4 % — чорних або афроамериканців - 0,1 % — азіатів |

До двох чи більше рас належало 3,3 %. Частка іспаномовних становила 1,8 % від усіх жителів.
За віковим діапазоном населення розподілялося таким чином: 20,4 % — особи молодші 18 років, 54,6 % — особи у віці 18—64 років, 25,0 % — особи у віці 65 років та старші. Медіана віку мешканця становила 52,2 року. На 100 осіб жіночої статі у переписній місцевості припадало 96,7 чоловіків;  на 100 жінок у віці від 18 років та старших — 89,4 чоловіків також старших 18 років.
Середній дохід на одне домашнє господарство  становив 54 328 доларів США (медіана — 45 536), а середній дохід на одну сім'ю — 63 600 доларів (медіана — 53 750). Медіана доходів становила 31 607 доларів для чоловіків та 36 833 долари для жінок. За межею бідності перебувало 7,4 % осіб, у тому числі 0,0 % дітей у віці до 18 років та 3,8 % осіб у віці 65 років та старших.
Цивільне працевлаштоване населення становило 267 осіб. Основні галузі зайнятості: освіта, охорона здоров'я та соціальна допомога — 33,0 %, будівництво — 12,0 %, роздрібна торгівля — 10,5 %, мистецтво, розваги та відпочинок — 10,5 %.